# São Marcos da Serra
São Marcos da Serra (in italiano: San Marco della Montagna) è una freguesia (frazione) portoghese di 1.352 abitanti situata nel comune di Silves, nel distretto di Faro, nella regione dell'Algarve, in Portogallo.
Questa località è diventata celebre perché, il 16 febbraio del 1999, un uomo chiamato Fernando Pires affermò di ricevere apparizioni della Vergine Maria, che gli si presentò con il titolo di Madre della Bontà (Nostra Signora della Bontà). Per questo motivo il luogo delle apparizioni nel piccolo villaggio portoghese di São Marcos da Serra è divenuto oggi meta di numerosi pellegrinaggi cattolici.

## Monumenti principali
- Chiesa di San Marco Evangelista
- Luogo delle apparizioni della Madonna